# Gombergean
Gombergean település Franciaországban, Loir-et-Cher megyében. Lakosainak száma 163 fő (2022. január 1.). Gombergean Françay, Lancé, Lancôme, Pray, Saint-Amand-Longpré, Saint-Cyr-du-Gault és Saint-Gourgon községekkel határos.

## Népesség
A település népességének változása:
| Lakosok száma | 178  | 136  | 146  | 145  | 194  | 196  | 188  | 174  | 170  | 163  |
|               | 1968 | 1982 | 1990 | 2006 | 2013 | 2015 | 2017 | 2019 | 2020 | 2022 |